# Пак Ин Ук
Пак Ин Ук (кор. 박인욱, англ. Park In Wook, род. 3 мая 1994 года в Сеуле) — корейский шорт-трекист. Окончил Корейский спортивный университет на кафедре физического воспитания.

## Биография
Пак Ин Ук занялся шорт-треком в возрасте 7-ти лет, когда учился в 2-м классе начальной школы Санволь в Сеуле. В 2009 году он сломал левую бедренную кость после падения во время тренировки и перенёс операцию, чтобы вставить металлический стержень в ногу. Пак первоначально был отстранен на пять месяцев. В 2011 году он дебютировал на юниорском чемпионате мира в Курмайоре и в составе команды занял 8-е место в эстафете. Пак получил второй перелом левого бедра в 2012 году в 11 классе средней школы Кёнги, после чего провёл 9 месяцев реабилитации.
Его результаты пошли на спад и пока он учился в Корейском спортивном университете не смог набрать хорошей формы. В конце 2018 года после расторжения контракта с мэрией Хвасона он думал уйти из спорта, однако  решил продолжить катание после того, как его впервые вызвали в сборную Кореи перед сезоном 2019/20 годов. В феврале на 100-м Национальном фестивале зимних видов спорта Пак выиграл золотую медаль в беге на 3000 м, выступая за команду спортивной ассоциации Тэджона. В апреле он занял 5-е место в общем зачёте на отборочных испытаниях национальной команды и стал участником эстафеты Кубка мира. 
На Кубке мира сезона 2019/20 годов в Солт-Лейк-Сити выиграл бронзовую медаль в смешанной эстафете и бронзовую в мужской эстафете. В Монреале поднялся на 2-е место в мужской эстафете и в беге на 1000 м, следом в Нагое выиграл золотую медаль в смешанной эстафете, занял 2-е место в беге на 1500 м и в мужской эстафете и 3-е место в беге на 500 м. В декабре на этапе в Шанхае занял с командой 3-е место в эстафете. В феврале 2020 года в Дрездене выиграл золото в эстафете, и в Дордрехте стал 2-м в смешанной эстафете.
После года перерыва из-за пандемии коронавируса в сезоне 2021/22 годов участвовал на национальном отборе и в первом раунде занял 8-е место в общем зачёте, а во-втором поднялся на 5-е место и по сумме двух этапов занял общее 5-е место, пройдя квалификацию на зимние Олимпийские игры 2022 года. На Кубке мира в сезоне 2021/22 годов Пак занял 2-е место в Дебрецене и выиграл в Дордрехте в мужской эстафете.
На предолимпийском отборе в мае 2021 года Пак Ин Ук из команды Спортивной ассоциации Тэджона занял 6-е место в общем зачёте и не смог войти в состав национальной сборной на Олимпиаду в Пекине. 